# Otto Krause
Otto Krause (Chivilcoy, Provincia de Buenos Aires, Argentina,  10 de julio de 1856 - Buenos Aires, Argentina, 14 de febrero de 1920) fue un ingeniero y pedagogo argentino, fundador de la primera escuela de enseñanza técnica de la Argentina en 1899. Hoy dicha escuela lleva su epónimo.
Nació en la localidad bonaerense de Chivilcoy. Era uno de los cinco hijos de Carlos Augusto Krause y Leopoldina Paschassius. En el año 1870 la familia se mudó a la ciudad de Buenos Aires. Realizó sus estudios secundarios en el Colegio Nacional de Buenos Aires. Se graduó de ingeniero civil en la Facultad de Ciencias Exactas de la Universidad de Buenos Aires. 
En 1909 fue designado Director de Enseñanza Industrial de la Nación. Durante su segunda gestión se fundan las escuelas industriales de las ciudades de Rosario, Santa Fe, La Plata, Chivilcoy y 25 de Mayo.
Falleció en la ciudad de Buenos Aires el 14 de febrero de 1920. Su tumba se encuentra en el cementerio de la Recoleta, en Buenos Aires.

## Eponimia
- Ingeniero Otto Krause
- Fundación Otto Krause
- Escuela Técnica N.º 1 Otto Krause, fundada en 1899[3]